# Der amerikanische Freund
Der amerikanische Freund (literalment en català "L'amic americà") és una pel·lícula alemanya de 1977, dirigida per Wim Wenders i basada en la novel·la Ripley's Game de Patricia Highsmith. Wenders aconsegueix d'unir a la trama del thriller el tema de les relacions familiars i d'amistat, que són una de les seves preocupacions principals.

## Argument[1]
Jonathan Zimmermann és un restaurador d'art que viu a Hamburg amb la seva dona i el seu fill petit. Des de fa algun temps, Zimmermann sap que pateix de leucèmia, però la seva condició sembla estable. En una subhasta de pintures, Zimmemann coneix a Tom Ripley, un traficant de productes falsificats que es mou entre Nova York i Hamburg. Ripley s'assabenta que Zimmermann està molt malalt alhora que descobreix que un dels seus contactes del submón criminal és un francès anomenat Minot. Minot proposa a Zimmermann perpretar un assassinat a París, com a contrapartida del qual rebria una important suma de diners que aportaria seguretat financera a la seva família en cas d'una mort prematura per complicacions de la leucèmia. Zimmermann acaba acceptant l'oferta, sense haver previst que la situació se li complica.

## Repartiment
- Dennis Hopper: Tom Ripley
- Bruno Ganz: Jonathan Zimmermann
- Lisa Kreuzer: Marianne Zimmermann
- Gérard Blain: Raoul Minot
- Nicholas Ray: Derwatt
- Samuel Fuller: The American Mobster
- Peter Lilienthal: Marcangelo
- Daniel Schmid: Ingraham
- Jean Eustache: Friendly Man

## Al voltant de la pel·lícula
- Una adaptació de la mateixa novel·la va ser feta el 2002 per Liliana Cavani amb el títol de Ripley's Game.
- Wim Wenders ha fet sortir a la pel·lícula alguns dels seus amics directors: Dennis Hopper, Gérard Blain, Nicholas Ray, Samuel Fuller, Daniel Schmid, Jean Eustache i Peter Lilienthal.

## Nominacions
- César a la millor pel·lícula estrangera